# Список народных артистов Туркменской ССР
Звание Народный артист Туркменской ССР учреждено 28 февраля 1940 года. Ниже приведён список народных артистов Туркменской ССР по годам присвоения звания.

## 1920-е

### 1929
- Успенский, Виктор Александрович (1879—1949), композитор

## 1930-е

### 1938
- Джепбаров, Сахи (1905—1978), певец, дутарист, композитор

## 1940-е

### 1942
- Карлиев, Алты (1909—1973), актёр театра и кино, театральный и кинорежиссёр, драматург[1] (народный артист СССР — 1955)

### 1944
- Аманов, Базар (1908—1981), актёр театра и кино, театральный режиссёр, драматург[2] (впоследствии народный артист СССР — 1965)
- Сарыев, Пурли (1900—1971), дутарист, композитор

### 1946
- Кириллов, Михаил Александрович (1900—1971), театральный режиссёр, актёр[2] (впоследствии народный артист СССР — 1971)

### 1949
- Мурадова, Сурай (1913—1996), актриса театра

## 1950-е

### 1950
- Бердыев, Клыч (1909—1984), актёр театра и кино

### 1952
- Аннадурдыев, Ходжоу (1909—1976), оперный певец, оперный режиссёр
- Аннакулиева, Аннагуль Аннамурадовна (1924—2009), оперная певица (сопрано)[3] (впоследствии народная артистка СССР — 1965)
- Иванов-Барков, Евгений Алексеевич (1892—1965), кинорежиссёр[4]
- Кулиева, Мая (1920—2018), оперная певица (лирическое сопрано)[5] (впоследствии народная артистка СССР — 1955)
- Хуммаев, Еламан (1921—1952), оперный певец (тенор)

### 1954
- Херраев, Галпак (1902—1993), актёр театра

### 1955
- Громов, Исидор Григорьевич (1895—1983), театральный режиссёр
- Дурдыев, Ата (1910—1981), актёр театра и кино[2] (впоследствии народный артист СССР — 1971)
- Любина, Любовь Сергеевна (1902—?), актриса театра
- Мухатов, Вели (1916—2005), композитор[6] (впоследствии народный артист СССР — 1965)
- Сеидниязов, Мурад (1915—1981), театральный режиссёр, актёр
- Союнова, Нурджемал (1913—1996), актриса театра
- Черкезов, Мухаммед (1911—1993), актёр театра и кино[7] (впоследствии народный артист СССР — 1980)

## 1960-е

### 1960
- Котовщикова, Лидия Николаевна, актриса театра

### 1961
- Овезов, Дангатар (1911—1966), дирижёр, композитор

### 1962
- Ходжабаев, Давлетбай Гельдиевич (1931—2019), артист цирка (впоследствии народный артист СССР — 1985)

### 1964
- Аннаев, Ходжадурды (1918—2000), оперный певец
- Атаниязов, Камилджан (1917—1975), певец, торист, актёр театра, композитор
- Бекмурадов, Атамурад (1922—1976), актёр театра
- Дурдыев, Какабай (1920—1996), актёр театра
- Худайбергенова, Роза (1923—?), актриса театра

### 1965
- Нагдова, Нургозель (1922—1991), актриса театра

### 1966
- Бекмиев, Назар (1905—1976), актёр театра[8]
- Дурдыева, Огулкурбан (1912—1979), актриса театра и кино
- Каррыев, Сарры (1906—1986), актёр театра и кино

### 1967
- Аллануров, Хыдыр Алланурович (1922—1993), дирижёр, композитор (народный артист СССР — 1977)
- Атаева, Сабира (1917—1993), актриса театра и кино[9] (впоследствии народная артистка СССР — 1981)
- Гафурова, Тачбиби (1924—2018), актриса театра
- Шапошников, Адриан Григорьевич (1887—1967), композитор

### 1968
- Аннаклычева, Сабира (1919—2000), актриса театра
- Бобровский, Герман Федорович (1913—2003), актёр театра[10]

## 1970-е

### 1974
- Алиева, Фахрия (1922—2018), актриса театра

### 1976
- Краснопольский, Владимир Матвеевич (1920—1988), актёр театра
- Кульмамедова, Марал Селимовна (1926—2020), певица (сопрано)

### 1979
- Аблыев, Ата (1925—2002), композитор
- Мамикова, Огульджан (1929—2006), актриса театра

## 1980-е

### 1980
- Ишанкулиева, Огулджерен (1935—2024), актриса театра
- Кулиев, Ашир (1918—2000), композитор[11] (впоследствии народный артист СССР — 1991)
- Курбандурдыев, Аман (1932—2011), театральный режиссёр, актёр

### 1982
- Аймедова, Маягозель (р. 1941), актриса театра и кино (впоследствии народная артистка СССР — 1987)
- Садыков, Мурад (1936—2013), музыкант, певец

### 1984
- Караева, Елизавета Сапаровна (1938—2007), актриса театра и кино
- Тураева, Роза Сапаровна (1938—2021), оперная певица (колоратурное сопрано)

### 1985
- Муллык, Хомат (1939—1991), актёр театра и кино

### 1986
- Джаллыев, Артык (1933—2000), киноактёр
- Какабаев, Халмамед (1939—2021), кинорежиссёр, сценарист
- Нарлиев, Ходжакули (р. 1937), киноактёр, кинорежиссёр, сценарист, кинооператор
- Нурымов, Чары (1941—1993), композитор

## Год присвоения звания не установлен
- Амангельдыев, Союн, актёр театра и кино[12]
- Аннанов, Баба Аннаниязович (1934—1991), киноактёр, кинорежиссёр, сценарист[13] (народный артист СССР — 1985)
- Мурадова, Сона (1914—1997), актриса театра и кино (народная артистка СССР — 1955)
- Фараджева, Маргарита Борисовна (1920—?), оперная певица